# WQED
WQED, canal virtual 13 (canal digital VHF 4), es una televisora miembro del Public Broadcasting Service ( PBS ) con licencia para Pittsburgh, Pensilvania, Estados Unidos. Propiedad de WQED Multimedia, estación hermana de la radio pública WQED-FM (89.3). Las dos estaciones comparten instalaciones y estudios en la Quinta Avenida. así como las planta emisora, cerca del campus de la Universidad de Pittsburgh, ambos en el distrito de Oakland de Pittsburgh. Por cable, WQED se transmite por cable en el canal 9 de Comcast Xfinity, el canal 12 en Bethel Park, el canal 14 en Monroeville y en el canal 13 de Verizon FiOS.
Establecida el 1 de abril de 1954, WQED fue la primera estación de televisión sostenida con aporte de la comunidad en Estados Unidos y la quinta estación de televisión pública que salió al aire en el país. Fue la primera estación en transmitir clases por televisión a las aulas de las escuelas primarias cuando Pittsburgh lanzó su Metropolitan School Service en 1955. La estación ha sido el buque insignia de los programas Mister Rogers 'Neighborhood, Once Upon A Classic, Where in the World is Carmen Sandiego? (una coproducción con WGBH-TV de Boston filmada en la ciudad de Nueva York ) y Daniel Tiger's Neighborhood (cuyas escenas de acción en vivo se filmaron en Pittsburgh).

## Historia
La estación de televisión pública fue una creación del alcalde de Pittsburgh, David L. Lawrence, quien quería que el 12 por ciento de las estaciones de televisión de Estados Unidos tuvieran licencia para uso educativo no comercial . A pesar de que la Comisión Federal de Comunicaciones (FCC) puso un congelamiento indefinido en las nuevas licencias de estaciones de televisión (debido a la cantidad de solicitudes archivadas), la comisión otorgó a Lawrence una licencia si podía recaudar dinero para equipar y operar la estación. Lawrence, un amigo del presidente Harry S. Truman, reclutó al abogado de Pittsburgh Plate Glass Company, Leland Hazard, para ayudar a que la estación despegara.

## Televisión digital

### Canales digitales
La señal digital de la estación multiplexada:
| Canal | Vídeo | Aspecto | Nombre corto de PSIP | Programación                      |
| ----- | ----- | ------- | -------------------- | --------------------------------- |
| 13,1  | 1080i | 16: 9   | WQEDHD               | Programación principal WQED / PBS |
| 13,2  | 480i  | 16: 9   | WQED-D1              | Create                            |
| 13,3  | 480i  | 16: 9   | WQED-D2              | World                             |
| 13,4  | 480i  | 16: 9   | WQED-D3              | Escaparate                        |
| 13,5  | 480i  | 16: 9   | WQED-D4              | PBS Kids                          |

## Programación original

### Local
- Black Horizons (1968-presente) - semanal; el programa de temas afroestadounidenses más antiguo de la nación.[3]
- QED Cooks (1993-presente) - Chris Fennimore y Nancy Polinsky Johnson celebran y cocinan la deliciosa cultura gastronómica de Pittsburgh y hablan sobre el legado y la tradición de transmitir recetas a la siguiente generación.[4]

### Nacional
- Mister Rogers' Neighborhood (1968-2001) - en asociación con Family Communications
- Drink, Drank, Drunk (1974): un programa de una hora sobre alcoholismo, presentado por Carol Burnett[5]
- Los especiales de National Geographic (1975-1991) presentados con la distintiva fanfarria compuesta por Elmer Bernstein.
- Puzzle Children (1976) - un especial presentado por Julie Andrews y Bill Bixby de una hora[6]
- Once Upon a Classic (1976-1980): un programa presentado por Bill Bixby que presentó obras literarias representadas para los espectadores jóvenes de una manera fácilmente comprensible.
- Include Me (1977) - un programa de una hora organizado por Patricia Neal que destaca a seis niños discapacitados[3][7]
- Raised in Anger (1979) - un programa de una hora de duración sobre el abuso infantil organizado por Ed Asner[8]
- The Chemical People (1982-1983): una serie de nueve partes sobre el uso indebido de drogas[9][10]
- Planet Earth (1986) - en asociación con la Academia Nacional de Ciencias
- The Infinite Voyage (1987-1992) - en asociación con la Academia Nacional de Ciencias[11]
- ¿Dónde en el mundo está Carmen Sandiego? - en asociación con WGBH-TV en Boston
- El primer America Speaks with Bill Clinton, transmitido a nivel nacional por NBC (junio de 1992)[12]
- Where in Time Is Carmen Sandiego - en asociación con WGBH-TV en Boston
- Space Age (¿1994?) - en asociación con la Academia Nacional de Ciencias de Estados Unidos
- The Fox Cubhouse (1994-1996) - transmitido a nivel nacional por Fox
- Doo Wop 50 (1999) y programas similares posteriores producidos por TJ Lubinsky
- La guerra que creó los Estados Unidos (2006)